# Yuma County
Yuma County er et amt i delstaten Arizona, USA, med byen Yuma som hovedsæde. Amtet ligger i den sydvestlige del af staten og grænser op til Californien mod vest og Mexico mod syd.
Yuma County er et af de 4 oprindelige amter. Amtet har haft sin nuværende størrelse siden 1983, da det ved afstemning blev bestemt at dele det i to dele: La Paz County mod nord og det nye Yuma County mod syd. Selvom amtet blev delt, så er Yuma County i areal større end hele staten Connecticut.
Yuma County har næsten 135.000 indbyggere, men om vinteren stiger tallet med ca. 80.000 mobile indbyggere, da pensionister ankommer med deres campingvogne fra de nordlige delstater for at overvintre i de varme egne af Arizona. Disse mennesker bliver af de lokale indbyggere kaldt for "Snowbirds" (snefugle).